# Big Mistake
"Big Mistake" foi o segundo single tirado do álbum de estreia da cantora australiana Natalie Imbruglia, intitulado Left of the Middle. 
O compacto foi lançado em 1998 e atingiu o #2 da parada britânica. O single também chegou ao #6 da parada australiana, garantindo um segundo sucesso da cantora nas rádios.

## Videoclipe
O videoclipe da música foi gravado em janeiro de 1998, na cidade de Barcelona, na Espanha, sendo dirigido por Alison MacLean, responsável pelo clipe anterior da cantora "Torn".
No vídeo, Natalie está sendo perseguida por um ex-namorado atrapalhado por uma rua da cidade, enquanto a mesma canta raivosamente a música. Uma série de acontecimentos se desenrolam durante o teledisco, culminando com a fuga da cantora na carroceria de uma caminhonete.
O clipe tem a participação do conhecido ator espanhol Jordi Rebellón, famoso por sua atuação na versão local do seriado Vila Sésamo, em meados dos anos 90.

## CD Single
- Reino Unido CD 1

1. "Big Mistake"
2. "Something Better"
3. "Torn" (Acoustic MTV Unplugged)

Inclui videoclipe em CD-ROM
- Reino Unido CD 2

1. "Big Mistake"
2. "I've Been Watching You"
3. "Tomorrow Morning"

Inclui 3 cartões fotográficos
- Europa

1. "Big Mistake"
2. "Torn" (Acoustic MTV Unplugged)

- Austrália

1. "Big Mistake"
2. "Torn" (Acoustic MTV Unplugged)
3. "Something Better"
4. "Tomorrow Morning"

## Paradas musicais
| Parada semanal (1998)          | Posição |
| ------------------------------ | ------- |
| Austrália (ARIA Charts)        | 6       |
| Bélgica (Ultratop 50)          | 19      |
| Holanda (Dutch Top 40)         | 43      |
| Irlanda (IRMA)                 | 17      |
| Itália (FIMI)                  | 11      |
| Nova Zelândia (RIANZ)          | 19      |
| Reino Unido (UK Singles Chart) | 2       |
| Suécia (Sverigetopplistan)     | 24      |

## Ao Vivo
Uma versão ao vivo na MTV da música foi incluída como faixa lado B no single de "Wishing I Was There" da cantora, lançado no mesmo ano. 
A canção foi incluída em todas as turnês de Natalie, desde então, sendo geralmente a música que encerra as suas apresentações.